# Пороже (Великопольське воєводство)
Пороже (пол. Poroże) — село в Польщі, у гміні Малянув Турецького повіту Великопольського воєводства.
Населення — 236 осіб (2011).
У 1975-1998 роках село належало до Конінського воєводства.

## Демографія
Демографічна структура станом на 31 березня 2011 року:
|          | Загалом | Допрацездатний вік | Працездатний вік | Постпрацездатний вік |
| -------- | ------- | ------------------ | ---------------- | -------------------- |
| Чоловіки | 115     | 29                 | 79               | 7                    |
| Жінки    | 121     | 32                 | 66               | 23                   |
| Разом    | 236     | 61                 | 145              | 30                   |